# Хану-Конакі
Хану-Конакі (рум. Hanu Conachi) — село у повіті Галац в Румунії. Входить до складу комуни Фундень.
Село розташоване на відстані 174 км на північний схід від Бухареста, 37 км на північний захід від Галаца.

## Населення
За даними перепису населення 2002 року у селі проживали 2605 осіб, з них 2603 особи (99,9%) румунів. Усі жителі села рідною мовою назвали румунську.